# Unlock (urata naoyaのアルバム)
『Unlock』(アンロック)は、日本の歌手URATA NAOYA の2枚目のオリジナル・アルバムで2017年4月26日に発売。

## 収録曲
※全作詞：URATA NAOYA

### CD
1. unlock -Introduction-
2. 真実
作曲：大西克巳
3. 空
作曲：夏海
4. 虚像
作曲：大西克巳
5. 隣
作曲：日比野裕史
6. 愛
作曲：ats-

### DVD
1. 空 (Music Clip)
2. unlock Making Documentary